# Bri (berceau)
Pour les articles homonymes, voir Bri.
 (août 2015).
Si vous disposez d'ouvrages ou d'articles de référence ou si vous connaissez des sites web de qualité traitant du thème abordé ici, merci de compléter l'article en donnant les références utiles à sa vérifiabilité et en les liant à la section « Notes et références ».
Un bri est un berceau particulier provençal et savoyard constitué d'une nacelle de bois suspendue par des anneaux et des cordons aux poutres afin de la balancer.